# Шипко, Андрей Фёдорович

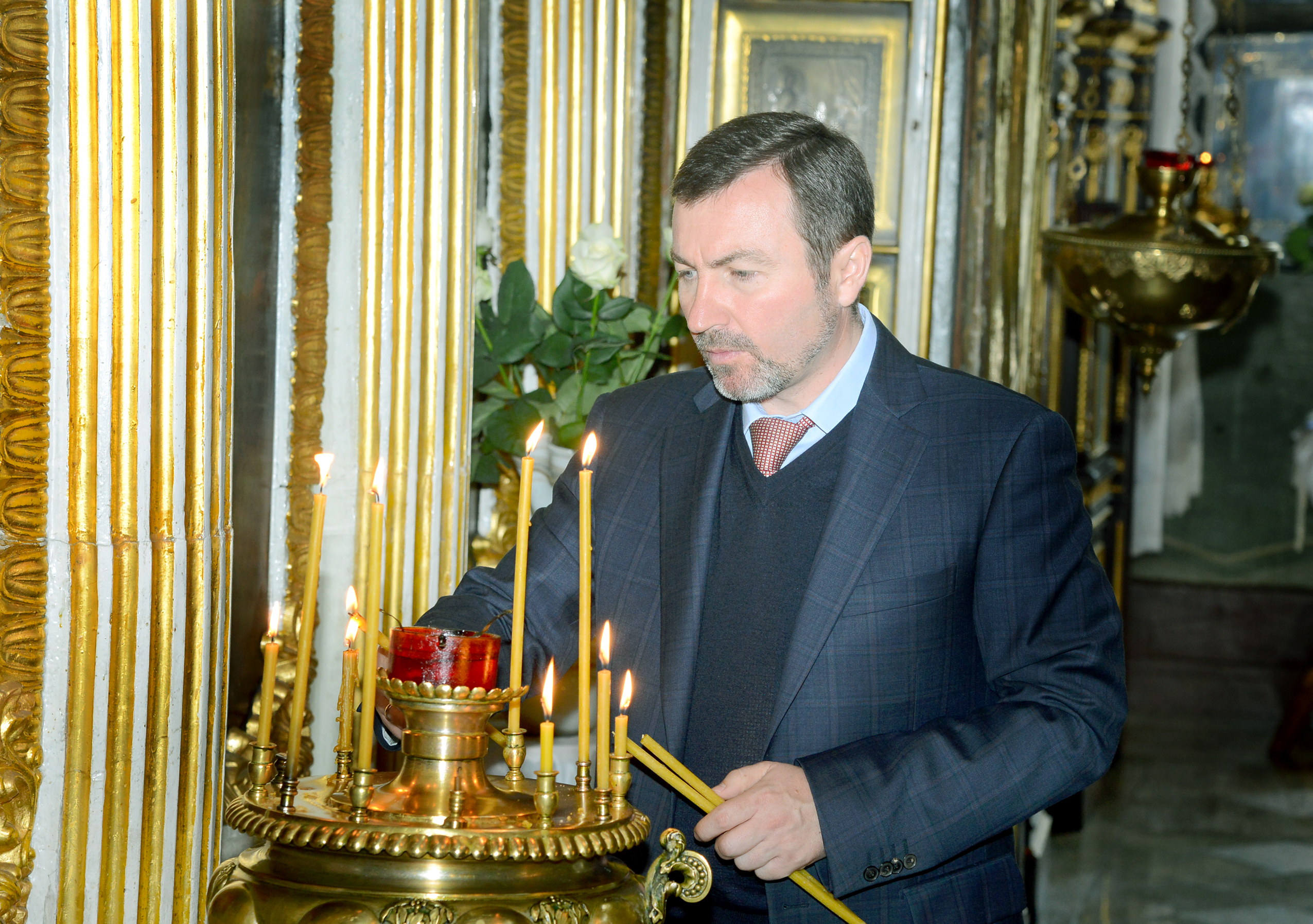
Шипко А. Ф. в церкви 2014 год.

Андрей Федорович Шипко  (укр. Андрій Федорович Шипко; род. 26 марта 1970, Днепропетровск) — украинский общественно-политический и государственный деятель. Народный депутат Украины VII и VIII созывов. и.о.директора Национального института рака.

## Биография
Андрей Шипко родился 26 марта 1970 в Днепропетровске.
- В 1987—1993 учился в Днепропетровском медицинском институте по специальности педиатрия, получил квалификацию врач-педиатр.
- В 1993—1996 работал врачом в Днепропетровской областной детской больницы.
- В 1996—2006 занимал руководящие должности в хозяйственных предприятиях.
- В 2004—2007 учился в Национальном юридическом университете имени Ярослава Мудрого по специальности правоведение, получил квалификацию юриста.
- В 2006—2012 работал заместителем председателя Днепропетровского областного совета.
- В марте 2021 исполняет обязанности директора в Национальном институт рака

## Политическая деятельность
Депутат Верховной Рады Украины VII и VIII созывов, оба раза избран в одномандатном избирательном округе № 35 — Днепропетровская область (г. Никополь, Никопольский район, г. Покров.)
В Верховной Раде Украины
- фракция: член депутатской группы политической партии «Возрождение»,
- должность: член Комитета Верховной Рады Украины по вопросам здравоохранения.

На парламентских выборах 2012 года Андрей Шипко получил абсолютную поддержку граждан на всех без исключения участках 35-го мажоритарного округа, набрав 43, 51 % голосов.
Один из 148 депутатов ВРУ, подписавших обращение в Сейм Республики Польша с просьбой признать геноцидом поляков события национально-освободительной войны Украины 1942—1944 годов. Этот шаг первый Президент Украины Леонид Кравчук квалифицировал как национальное предательство.
16 января 2014 голосовал за «Законы о диктатуре».

## Законотворчество
За время своей работы народным депутатом Андрей Шипко стал автором и соавтором ряда законопроектов. Одним из таких является Закон о внесении изменений в некоторые законодательные акты Украины (относительно перевода садовых и дачных домов в жилые дома и регистрации в них места жительства), который позволяет людям, фактически проживающих на дачах и в садовых товариществах получить государственную регистрацию. Принятие данного Закона позволило ликвидировать бюрократические преграды при оформлении пенсий, государственной помощи по уходу за ребёнком, устройстве в детские сады, школы, а также сохранить конституционное право граждан выбирать и быть избранными
В 2016 году вошел в список депутатов-лидеров рейтинга ответственности, составленного аналитическим порталом «Слово и дело»
Народный депутат Украины Андрей Шипко по рейтингу общественной сети «Опора» зарегистрировал наибольшее количество законопроектов среди Днепропетровских депутатов-мажоритарщиков.

## Семья
Женат, воспитывает троих детей.

## Государственные награды
- Орден «За заслуги» III ст. (2008)[12].
- Орден «За заслуги» II ст. (2013)[13].
- «Заслуженный работник здравоохранения Украины» (2018) — «за значительный личный вклад в развитие отечественной системы здравоохранения, предоставление квалифицированной медицинской помощи и высокое профессиональное мастерство»[14]